# Gerhard Kay Birkner
Gerhard Kay Birkner (* 28. Mai 1941 in Göttingen; † 10. Februar 2021 in Plön) war ein deutscher Bibliothekswissenschaftler.

## Leben
Birkner erwarb 1968 in Kiel das Diplom in Physik und 1973 die Promotion zum Dr. rer. nat. in Köln. Nach seiner Tätigkeit als Mitarbeiter am Institut für Theoretische Physik der Universität Köln seit 1969 trat er 1975 als Bibliotheksreferendar in die Ausbildung für den höheren Bibliotheksdienst ein und legte die Fachprüfung 1977 am Bibliothekar-Lehrinstitut des Landes Nordrhein-Westfalen ab. Von 1977 bis 1982 war er als Bibliothekar an der Stadtbibliothek Köln tätig. An der HAW Hamburg lehrte er dann von 1982 bis 2006 als Professor Aufbau und Gliederung des gegenwärtigen Bibliotheks-, Informations- und Dokumentationswesens, überbetriebliche Informationspraxis, Bibliotheksgeschichte, Bibliotheksbetriebslehre. Betriebswirtschaftslehre, Statistik/Datenerhebung und -analyse und Bibliotheksbau und -technik.

## Schriften (Auswahl)
- Die Zeitschriftenliteratur der Informatik (Computer science): eine bibliometrische Beschreibung (= Arbeiten aus dem Bibliothekar-Lehrinstitut des Landes Nordrhein-Westfalen. Nr. 51). Greven, 1980, ISBN 3-7743-0551-X, ISSN 0069-5858.
- Lübecker Buchdruck im 15. und 16. Jahrhundert. Ein Seminar am Fachbereich Bibliothekswesen der Fachhochschule Hamburg (WS 1985/86) (= Hefte zur Geschichte des norddeutschen Buchdrucks. Nr. 1). Fachhochschule, Fachbereich Bibliothekswesen, Hamburg 1986, OCLC 75044176.

als Herausgeber, Redakteur und Bearbeiter
- 325 Jahre Johanniskirche zu Plön. Festschrift zum Jubiläum am 8. November 2010. 2., durchgesehene  Auflage. In Kommission bei Lumpeter & Lasel, Eutin 2010, ISBN 978-3-9812961-3-6 (Herausgegeben vom Förderverein Johanniskirche Plön e.V. Redaktion: Gerhard Kay Birkner).
- Hans Schuppe: Traiteur à la mode. Welcher itzo der delicaten und neu begierigen Welt zu sonderbahren Nutzen darleget sein mit Fleiß zusammen getragenes und wol eingerichtetes Koch Buch / auff Ersuchen denen Liebhabern zu Dienst mitgetheilet von Hanß Schuppen, Hochfürstl. Schlesw. Holstein. Plön. Mundkoch ; Neu ans Licht gestellt von Gerhard Kay Birkner. Lumpeter & Lasel, Eutin 2010, ISBN 978-3-9812961-4-3 (Transkription und Bearbeitung der 3. Auflage 1709).
- mit Nina Birkner: Die Grafen von Moor. Eine Bühnenbearbeitung von Schillers „Räubern“. Mit einem Nachwort und einem Kommentar von Nina Birkner und Gerhard Kay Birkner. (= Theatertexte. Nr. 35). Wehrhahn, Hannover 2013, ISBN 978-3-86525-317-0 (Nach der Handschrift von 1785 herausgegeben von Nina und Gerhard Kay Birkner – Edition der Hamburger ‚Räuber‘ (Inv.-Nr. 285) nach dem Manuskript der Theater-Bibliothek der Staats- und Universitätsbibliothek Hamburg Carl von Ossietzky; das Manuskript kann bisher keinem konkreten Autor zugeordnet werden).
- Dorothea Sophia von Schleswig-Holstein-Sonderburg-Plön: Hertz allerliebstes Hertz. Die „holländischen“ Ehebriefe der Plöner Herzogin Dorothea Sophie an Herzog Hans Adolph aus dem Jahre 1694. Lumpeter & Lasel, Eutin 2016, ISBN 978-3-946298-06-9 (mit Anmerkungen von Claus Ulrich ; aus dem Nachlass bearbeitet und herausgegeben von Gerhard Kay Birkner ; mit einem Vorwort von Elisabeth Rübcke).
- mit Nina Birkner: Friedrich Ludwig Schröder, Pierre-Augustin Caron de Beaumarchais, Pierre-Germain Parisau: „Figaro’s Heirath“ und „Figaro’s Reue“, Nach Beaumarchais’ „La folle journée ou Le mariage de Figaro“ und Parisaus „Le repentir de Figaro“. Kommentierte Edition der Handschriften von Nina und Gerhard Kay Birkner (= Theatertexte. Nr. 52). Wehrhahn Verlag, Hannover 2016, ISBN 978-3-86525-536-5.
- Kleine Plunensien. Birkner, ISSN 1865-8474 (Nachweis der Bände in k10plus – Erschienen: 1996–2008).